# Lucinda
Lucinda – miasto w Australii, w stanie Queensland, nad Oceanem Spokojnym.